# Danno esistenziale
Il danno esistenziale si configura come lesione del diritto al libero dispiegarsi delle attività umane, alla libera esplicazione della personalità.

## Descrizione
Si tratta di una costruzione recente della giurisprudenza, che individua il danno esistenziale nella più ampia categoria dei diritti costituzionali garantiti dalla Carta, attinenti alla persona umana.
In quest'ambito sarebbero, dunque, ricompresi il diritto alla corretta informazione, soprattutto in ambito medico, il diritto alla famiglia, il diritto al gioco, il diritto al lavoro, ecc. Allo stato attuale è, tuttavia, dubbio quale sia il criterio idoneo a selezionare i beni-interessi idonei a giustificare la tutela giuridica, sub specie di diritto al risarcimento del danno di tipo esistenziale.

La paura più grande, difatti, avvertita dalla giurisprudenza è che, in questo senso, si arrivino a risarcire anche i cosiddetti danni bagatellari, ovvero danni di modesta entità che non incidono su valori costituzionali, ritenendo risarcibile, ad esempio, l'errato taglio di capelli.
Non è chiaro, poi, neanche quale sia il criterio da utilizzare per quantificare tale tipologia di danno alla persona.

### Giurisprudenza
Il danno esistenziale, secondo la storica sentenza n. 233 dell'11 luglio 2003 della Corte Costituzionale, preceduta dalle sentenze 8828 e 8827 del 31 maggio 2003 della Corte di cassazione, consiste nella lesione di diritti o interessi, costituzionalmente protetti, inerenti alla persona umana, diversi dalla salute, sconvolgendo nel complesso le attività a-reddituali del soggetto leso.
La Suprema Corte di Cassazione, ha infine sancito, con sentenza n. 19963 del 30 agosto 2013, il diritto a un indennizzo a titolo di danno esistenziale per chi riporta un grave handicap, in seguito a un incidente, tanto che la sua vita relazionale risulta fortemente compromessa. Si viene così a garantire il diritto al risarcimento per i danni cagionati a un individuo che si riflettono, soprattutto sul piano relazionale, consistenti in un'alterazione della libera scelta; viene quindi posta attenzione sulla persona e sulla sua libertà.
Il danno esistenziale viene interpretato un tertium genus all'interno della responsabilità civile, quale insieme ben distinto sia dal tronco del danno patrimoniale, sia da quello del danno morale; una realtà incentrata sul “fare non reddituale” delle persone, affidata sotto il profilo disciplinare al governo dell'art. 2043 del codice civile e delle altre norme ordinarie sull'illecito, non escluse verosimilmente quelle sull'inadempimento contrattuale.